# Episodi di House of Cards - Gli intrighi del potere (sesta stagione)
La sesta e ultima stagione della serie televisiva House of Cards - Gli intrighi del potere è stata resa interamente disponibile sul servizio di streaming on demand Netflix il 2 novembre 2018.
In Italia, la stagione è stata resa disponibile lo stesso giorno della pubblicazione americana su Sky Box Sets e trasmessa su Sky Atlantic dal 2 al 23 novembre 2018.
| nº | Titolo originale | Titolo italiano | Pubblicazione   |
| -- | ---------------- | --------------- | --------------- |
| 1  | Chapter 66       | Capitolo 66     | 2 novembre 2018 |
| 2  | Chapter 67       | Capitolo 67     | 2 novembre 2018 |
| 3  | Chapter 68       | Capitolo 68     | 2 novembre 2018 |
| 4  | Chapter 69       | Capitolo 69     | 2 novembre 2018 |
| 5  | Chapter 70       | Capitolo 70     | 2 novembre 2018 |
| 6  | Chapter 71       | Capitolo 71     | 2 novembre 2018 |
| 7  | Chapter 72       | Capitolo 72     | 2 novembre 2018 |
| 8  | Chapter 73       | Capitolo 73     | 2 novembre 2018 |

## Capitolo 66
- Diretto da: Alik Sakharov
- Scritto da: Melissa James Gibson e Frank Pugliese

### Trama
4 luglio 2017. Sono passati 100 giorni da quando Claire è entrata in carica, e Frank intanto è morto.
Doug Stamper è sotto osservazione psichiatrica e continua ad affermare di essere responsabile della morte di Zoe Barnes.
Claire visita Bill Shepherd e la sorella Annette per la festa del 4 luglio: il magnate non è soddisfatto del fatto che le promesse fatte da Frank non vengano mantenute ma la Presidente dice che vuole sostenere di più le donne e crede che il Governo possa ancora fare del bene alla gente. Dopo il discorso del Giorno dell'Indipendenza alle forze armate, un soldato frustrato spara contro l'auto blindata di Claire prima di suicidarsi; dietro all'agguato pare ci siano proprio gli Shepherd intenzionati a destabilizzare Claire.
La giornalista Melody Cruz dice a Claire di sognare d'intervistarla dopo che aveva concordato un appuntamento con Frank prima della sua morte.

## Capitolo 67
- Diretto da: Ami Canaan Mann
- Scritto da: Frank Pugliese e Melissa James Gibson

### Trama
Una fabbrica degli Shepherd a Bellport ha una perdita chimica: viene dichiarato lo stato di emergenza e Claire si reca sul posto. Seth Grayson ora lavora per Shepherd il quale continua a sfidare Claire perché non vuole firmare un atto a lui caro. Annette e Mark Usher si baciano di nascosto; la donna nel 1998 aveva passato una notte con Frank, ma Claire le dice che ne era comunque a conoscenza. La donna torna a visitare la D.ssa Larson, cui s'era rivolta circa quattro anni prima per provare a rimanere incinta. Stamper decide di ritrattare col procuratore per ostacolare Claire la quale lo viene a sapere da Bill Shepherd e decide di incontrarlo. La donna firma l'atto tanto caro a Shepherd e fa intuire, parlando con lo spettatore, che neanche lei ritiene "naturale" la morte di Frank Underwood.

## Capitolo 68
- Diretto da: Stacie Passon
- Scritto da: Charlotte Stoudt e Sharon Hoffman

### Trama
Il giudice Vincent Abruzzo è nello Studio Ovale ed è considerato per una posizione nella Corte Suprema.
Claire è insoddisfatta del fatto che Bill Shepherd l'ha costretta a firmare il Future Act e incontra Cathy Durant che, dopo la riabilitazione, sta per testimoniare sugli affari di Frank spinta da Shepherd; peraltro le è stato offerto un incarico al Piano strategico di Eisenhower, un centro studi finanziato da alcuni industriali dediti al sociale. Rafiq Nasser si scontra con Claire avvertendola di altri possibili attacchi dell'ICO.
Hammerschmidt è frustrato per la misteriosa morte di Frank Underwood che non è stata approfondita e riceve le minacce di Duncan Shepherd, figlio di Annette. Doug, che è stato riabilitato e ora lavora per il deputato Brett Cole che vuole diventare speaker, viene a sapere da Green che secondo l'autopsia Frank sarebbe morto per un'overdose di farmaci per curare il fegato ma che Claire starebbe sospettando di Shepherd. La Presidente chiede a Jane Davis di trasferirsi alla Casa Bianca per farle da consulente vista l'inefficienza di Usher. Doug si incontra in un bar con Hammerschmidt che si è appena licenziato dal giornale. Mark Usher è sessualmente coinvolto con Annette in gran segreto. Claire fa seguire Doug da Green e chiede alla Davis di sistemare la questione Durant: questa appena vede la vecchia amica in un ristorante fugge e al telefono le augura la morte ma verrà poi prelevata di tutta fretta da due uomini in casa . Mark dice a Claire che bisogna procedere con la nomina di Abruzzo, caro agli Shepherd.
Annette incontra la Presidente per convincerla a nominare il giudice ma Claire non si vuole piegare e la spiazza ricordandole che il figlio Duncan è schedato con "foto segnaletica giovanile" per un vecchio caso di droga a scuola. La Shepherd ordina ad Usher di fermare Claire in ogni modo. 
La Underwood riceve una telefonata nella quale viene informata che il segretario Durant è morta a causa di un'embolia e mette subito al corrente Doug. Mark ferma la corsa notturna di Claire e la ricatta mostrandole il cadavere di Yates, lo scrittore che lei aveva ucciso e del cui corpo lui avrebbe dovuto disfarsi.

## Capitolo 69
- Diretto da: Ernest Dickerson
- Scritto da: Jerome Hairston e Tian Jun Gu

### Trama
Ai funerali di Cathy Durant presenziano Claire e Petrov che discutono insieme su come risolvere la situazione in Siria. Claire concede la vittoria a Usher. Una funzionaria avvisa Claire sul fatto che alcuni membri del gabinetto con mansioni collegate alla sicurezza nazionale, e quindi vicini ad Usher, hanno avuto incontri segreti riguardanti la Siria e che Petrov è venuto a conoscenza dei loro piani di inviare contractors al confine. Doug chiede a Green di scoprire la verità sulla morte della Durant e questo avverte Claire che così inizia a essere turbata dato che era certa che a uccidere la donna fosse stato proprio Stamper. Usher cerca di trattare con Petrov per evitare lo scontro tra le truppe in Siria. Al funerale si rivede anche Linda Vasquez, ora dipendente di un'università del Colorado, che consiglia a Doug di dire davvero la verità alla procuratrice federale per potersi salvare. Jane viene a sapere che Petrov sta progettando di espandere la Base navale russa di Tartus e che appoggia il regime siriano solo perché questo controlla la costa. Petrov fa presente che oltre al controllo dei porti pretende l'esclusiva sul petrolio offshore e le prospezioni di gas. Claire dice a Doug di stare attento perché anche la procuratrice è in mano a Shepherd, che quindi gli concederà la grazia e propone di dare a Cole la vicepresidenza per il 2020 e la presidenza nel 2024; Stamper le chiede però di dare la grazia anche a Francis. Claire in privato assicura a Petrov che la società di Shepherd non avrà accesso alla Siria finché lei sarà Presidente e che tutti gli appalti saranno soggetti alla sua approvazione. Doug dice a Seth di riferire a chi di dovere che non vuole testimoniare e questi lo mette in guardia da Claire dato che Francis non gli aveva lasciato solo dei gemelli da indossare poiché nel testamento c'era di più. Jane Davis si scontra con Petrov e gli dice che non smetterà di combatterlo finché non sarà sepolto. Mark dice a Seth di rimanere al suo posto e di non intromettersi più nella trattativa con Petrov. Il fratello della Durant dice a Claire e Doug che non ha visto il suo cadavere. Petrov accetta quindi la proposta conveniente della Underwood.
Intanto Hammerschmidt continua ad indagare sulle misteriose morti che circondano gli Underwood.
Nel finale dell’episodio, si scopre che Cathy Durant è viva e sembra risiedere in Francia.

## Capitolo 70
- Diretto da: Thomas Schlamme
- Scritto da: Jason Horwitch e Charlotte Stoudt

### Trama
18 luglio 2017. Bill Shepherd in un'intervista critica l'accordo con la Russia. I telegiornali discutono sull'operato poco soddisfacente della Presidente che da tre settimane non si mostra in pubblico fatta eccezione per la grazia data a Doug Stamper, e inoltre Sean Jeffries, portavoce della Casa Bianca, si è dimesso venendo sostituito da Kelsey Stewart.
Alla Casa Bianca Claire finge di avere ansie di fronte a Mark Usher che, spinto dagli Shepherd, decide di invocare la sezione 4 dell'emendamento n. 25 e assumere la presidenza viste le inadempienze della donna. Doug vuole vederci chiaro sulla morte della Durant ma il marito non vuole sentirne, poi aggredisce il suo ex psichiatra il quale però non è più in possesso del testamento di Frank.
Jane decide di lasciare la residenza della Casa Bianca avvertendo Claire della tempesta che sta incombendo.
Hammerschmidt chiede a un informatore, in una macchina della polizia, di Rachel Posner, carpendo il nome di Lisa Cassie.
Doug dice a Claire che secondo lui la Durant è ancora viva e sono d'accordo sul fatto che Frank sia stato ucciso e non sia deceduto di morte naturale.
Claire chiede a Duncan Shepherd di fermare gli attacchi dei media contro di lei e gli consiglia di chiedere alla madre da dove sia venuto.
Jane è coinvolta sessualmente col giovane avvocato dell'ICO Nasser che però la fa sequestrare. 
Bill è infuriato per la visita del nipote a Claire e, quando il giovane Shepherd chiede alla madre da dove sia venuto, questa si arrabbia e decide di rendere pubblica la confidenza che le aveva fatto Frank riguardo a un altro aborto della Underwood avvenuto dopo 16 settimane, ovvero dopo il tempo massimo consentito.
Claire mostra a Kelsey Stewart delle foto che ritraggono la ragazza fare sesso con Yates in sala stampa, le racconta che lo scrittore sarebbe stato ucciso in Russia e che Usher avrebbe insabbiato tutto: deve quindi dire all'FBI di essere stata fidanzata con Yates e che l'ultima volta che lo ha visto si stava recando a casa di Usher.
Claire scioglie il gabinetto per aver tentato di invocare il 25° e Usher finisce nella bufera per il caso Yates.
Duncan riceve un dossier che gli rivela di non essere il figlio di Annette. Invece Doug mostra a Claire un video contro di lei che la Durant ha registrato e ora anche suo marito ha fatto perdere le proprie tracce. Hammerschmidt chiama Stamper per dirgli che ha scoperto la verità su Rachel; Doug sa bene che Nathan Green sta ascoltando la chiamata e gli dice che è un pazzo se crede che verrà salvato da Claire. Annette si presenta nello Studio Ovale dicendo di essere intenzionata a rendere pubblica la notizia dell'aborto ma Claire ribatte dicendole che può farlo e che però dovrà poi dire al figlio la verità su come è nato; la spiazza poi mostrandole il suo nuovo gabinetto tutto al femminile.

## Capitolo 71
- Diretto da: Louise Friedberg
- Scritto da: Jason Horwitch e Jerome Hairston

### Trama
L'FBI era a conoscenza delle prove che collegano Usher e segretari del governo ad alti funzionari del governo russo, e Claire ha rimosso tutti loro creando per la prima volta nella storia un governo di sole donne. Doug trova la casa di Hammerschmidt a soqquadro e porta via il suo cane per prendersene cura; il giornalista sta collaborando con Janine Skorsky. La Cruz dà la notizia del terzo aborto di Claire la quale al riguardo fa una dichiarazione in TV dicendo che il bambino non dava segni di vita e che per questo ha dovuto interrompere la gravidanza. Usher dice ai giornalisti che non gli è stato chiesto di dimettersi e nega ogni coinvolgimento coi russi. Duncan Shepherd non torna a casa da giorni. Jane Davis è di nuovo libera e riceve la visita di Claire. Doug, tramite Seth, incontra Bill e Annette Shepherd e si sorprende di trovare Cole e Armrose da loro: i due milionari gli chiedono di aiutarli a bloccare Claire. La Davis dice a Mark, sua vecchia fiamma, di salvarsi e di non provare a denunciare Claire. La Cruz, giornalista vicina a Duncan, in TV attacca Usher, e Annette gli consiglia quindi di liberarsi di tutto ciò che lo collega alla vicenda. Kelsey viene nominata permanentemente segretaria della stampa nonostante le accuse che la vedono coinvolta con Tom Yates. Green dice a Claire che Doug è in contatto con Hammerschmidt e gli Shepherd e che il suo psichiatra sembra molto turbato. Claire pensa che la Davis abbia aiutato Cathy Durant a sparire e le dice che i servizi segreti russi la stanno localizzando. Doug confessa di aver ucciso Rachel, perciò Tom gli consiglia di costituirsi chiedendogli invano di aiutarlo a trovare il corpo; Stamper conferma che dietro alle morti di Zoe Barnes, Peter Russo e LeAnn Harvey c'è Frank ma che non ci sono prove. Claire si presenta a casa di Mark ma questi la caccia via; poco dopo fa visita ad Hammerschmidt per fargli presente che Doug è pazzo. Annette rivede Duncan e gli racconta che è figlio di una sua ex domestica che non avrebbe potuto crescerlo; Bill gli dice che non è uno di loro e così Annette augura la morte al fratello prima di andarsene col figlio. Doug dice a Claire che la Skorsky pubblicherà la storia secondo cui Shepherd era a conoscenza del pericolo della raffineria Arcas e che può essere accusato di omicidio colposo. Hammerschmidt viene ucciso nel corso di una presunta rapina finita male, Cathy Durant viene freddata da un cecchino davanti agli occhi del marito, e Mark Usher trova Jane Davis morta nel letto dopo che questa aveva chiesto il suo perdono al telefono. Claire dice a Doug che l'accordo pre-nuziale con Francis prevedeva una clausola di destinazione dell'eredità a eventuali figli di Claire e Frank nati durante il matrimonio, rivelando così di essere incinta (grazie alla D.ssa Larson che ha utilizzato lo sperma congelato del defunto marito).

## Capitolo 72
- Diretto da: Alik Sakharov
- Scritto da: Melissa James Gibson e Frank Pugliese

### Trama
13 gennaio 2018. Doug visita il luogo in cui è stata sepolta Rachel e da circa un mese vive in una baita.
Claire, dopo aver partecipato al "National Women's Conference 2018", fa i complimenti a Janine per lo scoop sugli Shepherd e vuole raccontarle molte cose su Frank; la giornalista però le svela che già Doug le ha mandato un messaggio che proviene dal diario di Frank. Usher e Cole ascoltano Bill Shepherd mentre riferisce agli azionisti di essere sconcertato per la richiesta di sequestro dei suoi beni. Seth è ancora in contatto con Doug, e Annette vuole parlargli. La donna dice a Cole che la proposta di legge che ha firmato verrà confermata dalla Corte Suprema di Abruzzo e che lui sarà presto il leader del Partito Democratico: un giorno guiderà un terzo Partito distinto dai primi due, creato dagli Shepherd. Annette decide poi di adottare legalmente Duncan mentre Bill pensa di essersi ammalato a causa della sua stessa fabbrica. Claire vuole che il giudice Abruzzo si dimetta perché è sotto l'influenza degli Shepherd.
La Presidente, mentre è in video-chiamata con Petrov, si sente male e in ospedale il medico le dice che aspetta una femmina. Green, tramite Seth, trova Doug ma non lo dice a Claire. Questa riceve Cole e mette in guardia Abruzzo il quale decide poi di ritirarsi per conflitto di interessi. Mentre sta rilasciando un'intervista Duncan viene arrestato dall'FBI con l'accusa di tradimento per la vicenda dell'app anti-Presidente usata dai funzionari americani. Annette, dopo essersi consultata con Usher e altri, decide di far uccidere Claire e chiede a Doug di farlo. La Presidente intanto ha saputo che l'ICO sta preparando un ordigno nucleare da Petrov e non da Nora Cafferty la quale in tutta sincerità le dice che sperava in una sentenza sfavorevole della corte contro di lei; la Segretaria alla Sicurezza verrà quindi sostituita. Janine dice a Doug che, al collare del cane di Tom, ha trovato la chiavetta col file contenente tutto il lavoro che stava facendo il collega. Claire, che ha scelto di tornare a usare il suo cognome Hale, in un'intervista a Melody Cruz rivela che aspetta una femmina e che vuole continuare col proprio lavoro per lasciare una "Eredità Hale", confessando inoltre di non aver mai conosciuto davvero a fondo Frank, che si era preso gioco anche di lei: vuole provocare Doug affinché capisca che è arrivato il momento di agire contro la Presidente, e Doug coglie il messaggio forte e chiaro.

## Capitolo 73
- Diretto da: Robin Wright
- Scritto da: Frank Pugliese e Melissa James Gibson

### Trama
18 gennaio 2018. Claire in sala stampa dichiara che il dipartimento di giustizia sta indagando in merito a delle accuse secondo le quali Frank avrebbe diffuso falsi allarmi il giorno delle elezioni del 2016 in alcuni Stati fondamentali per il capovolgimento dei risultati; inoltre dice che sta prendendo in considerazione uno stato di accusa postumo. Janine intanto ha fatto uscire la notizia del testamento a favore di Doug il quale promette di rendere pubblici i dettagli. Intanto Nathan Green, diventato padre, decide di dimettersi e consiglia a Claire di annullare le sue apparizioni pubbliche per la sua sicurezza. Alla stampa Doug dichiara di non essere pazzo, che Frank non era convinto dell'operato di Claire e che lui ha sentito dei frammenti dell'audio-diario dell'allora Presidente; Usher avvisa Annette che Stamper è uno squilibrato e questi intanto continua a "passare" le parole di Frank a Janine. Claire viene avvisata da Walter Doyle del fatto che Annette e un gruppo segreto molto potente, di cui fa parte anche Green, sta complottando contro di lei.
Claire riunisce il gabinetto per organizzare un attacco nucleare contro una parte estremista dell'ICO sopravvissuta agli interventi di Frank. Doug la avvisa che farà pubblicare altro se non interromperà l'indagine contro Frank. Subito dopo viene informata che i soldati russi stanno sparando contro quelli americani perché hanno invaso la costa con il pretesto di fermare gli estremisti e Petrov al telefono le dice che hanno ucciso Nasser con un drone. Bill con le sue interviste continua a dare addosso a Claire e Usher, per conto di Annette che gli chiede di continuare. Claire pretende da Annette i nomi dei traditori che la stanno aiutando in cambio del rilascio di Duncan ma la Shepherd si rifiuta. La Presidente è pronta ad attaccare l'ICO. Sospetta del complotto ordito da membri della sicurezza, riceve un pacchetto da Doug contenente un audio e decide di far sgomberare la Casa Bianca facendo arrestare un colonnello. Assistito da Seth, Doug elabora il piano per assassinare Claire per volontà degli Shepherd e per evitare che continui a infangare la reputazione di Frank.
Nello Studio Ovale Stamper rimane solo con Claire ammettendo di aver fermato lui stesso la parabola di Frank: ha preso la decisione di assassinarlo una notte in cui l'ex Presidente aveva mostrato l'intenzione di uccidere la moglie e non poteva permettere che colui al quale aveva dato tutto diventasse l'assassino più famoso d'America e del mondo decidendo perciò di ucciderlo per proteggere il suo nome e la sua eredità. Schiacciato dal peso di quello che ha fatto, l'uomo minaccia Claire con un tagliacarte salvo pentirsene subito dopo e scusarsi, ma la donna glielo strappa dalla mani e lo pugnala uccidendolo, pur provando sincera compassione per la pena dell'uomo, succube di Frank come lo era stata lei per anni. Con un bacio sulla fronte e tappandogli la bocca per non farlo respirare, Claire affretta la dipartita di Doug e lo accompagna fino alla fine.